# الحزانية
الحزانية إحدى قرى مركز شبين القناطر التابع لمحافظة القليوبية بجمهورية مصر العربية.

## السكان
بلغ عدد سكان الحزانية 3,512 نسمة، حسب الإحصاء الرسمي لعام 2006.